# Pante Macassar
Pante Macassar (Pante Makassar, Oecussi, tetum Pante Makasar) ist die Hauptstadt der osttimoresischen Exklave Oe-Cusse Ambeno im Westteil von Timor und des gleichnamigen Verwaltungsamts Pante Macassar.

## Name

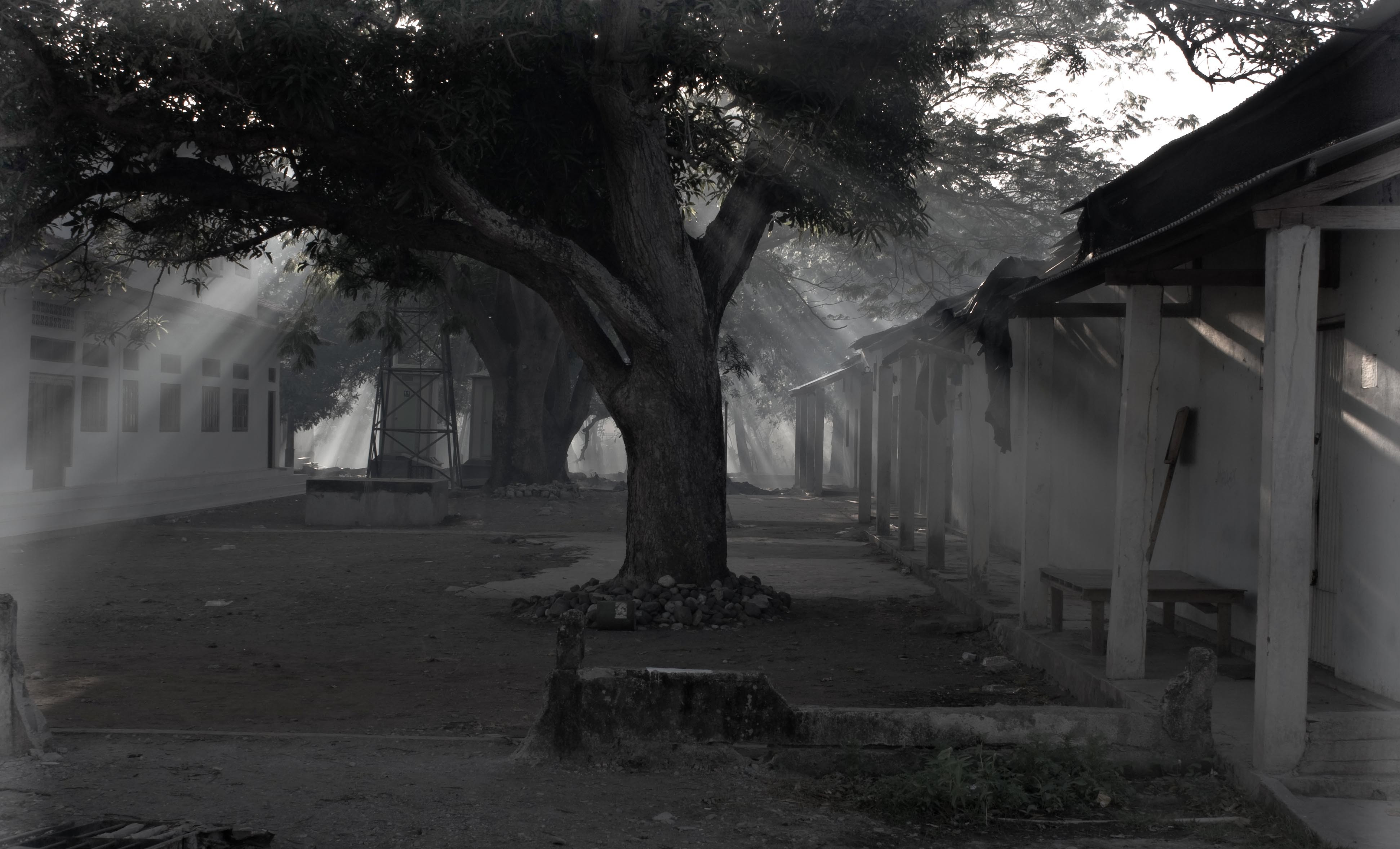
Morgen in Pante Macassar

Pante Macassar, bedeutet wörtlich Strand der Makassaren, eine Anspielung auf die Händler aus Makassar auf der Insel Sulawesi (Celebes), die in früheren Jahrhunderten hier saisonal siedelten, während sie auf die richtigen Winde zur Heimkehr warteten. Von 1936 bis kurz nach dem Zweiten Weltkrieg trug der Ort den Namen Vila Taveiro. Lokal wird Pante Macassar auch Oecussi (auch Ocussi) genannt, was wörtlich Wasserkrug bedeutet, nach einem der beiden traditionellen Königreiche, aus denen die Sonderverwaltungsregion Oe-Cusse Ambeno gebildet wurde.

## Geographie

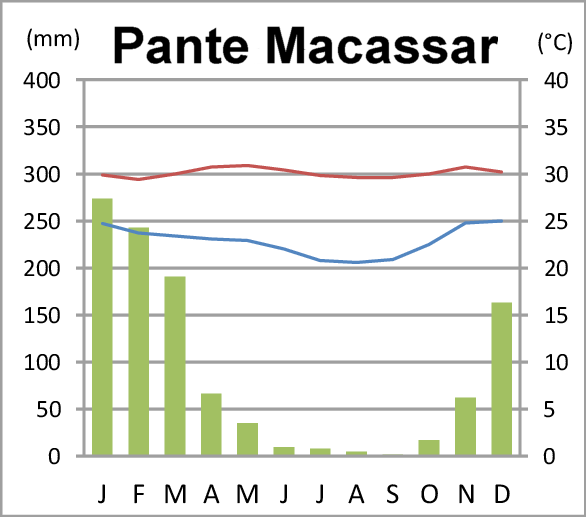
Klimadiagramm von Pante Macassar

Pante Macassar liegt an der Sawusee im Suco Costa, 281 km westlich von Dili, nah der Nordküste der Insel, auf einer Meereshöhe von 189 m. Es besteht aus einer Reihe von Ortsteilen die locker miteinander verbunden sind und im Westen bis an den Fluss Tono heranreichen, die die Noefefanbrücke überspannt.

## Einwohner
Pante Macassar hat 15.240 Einwohner (Stand 2022).

## Geschichte

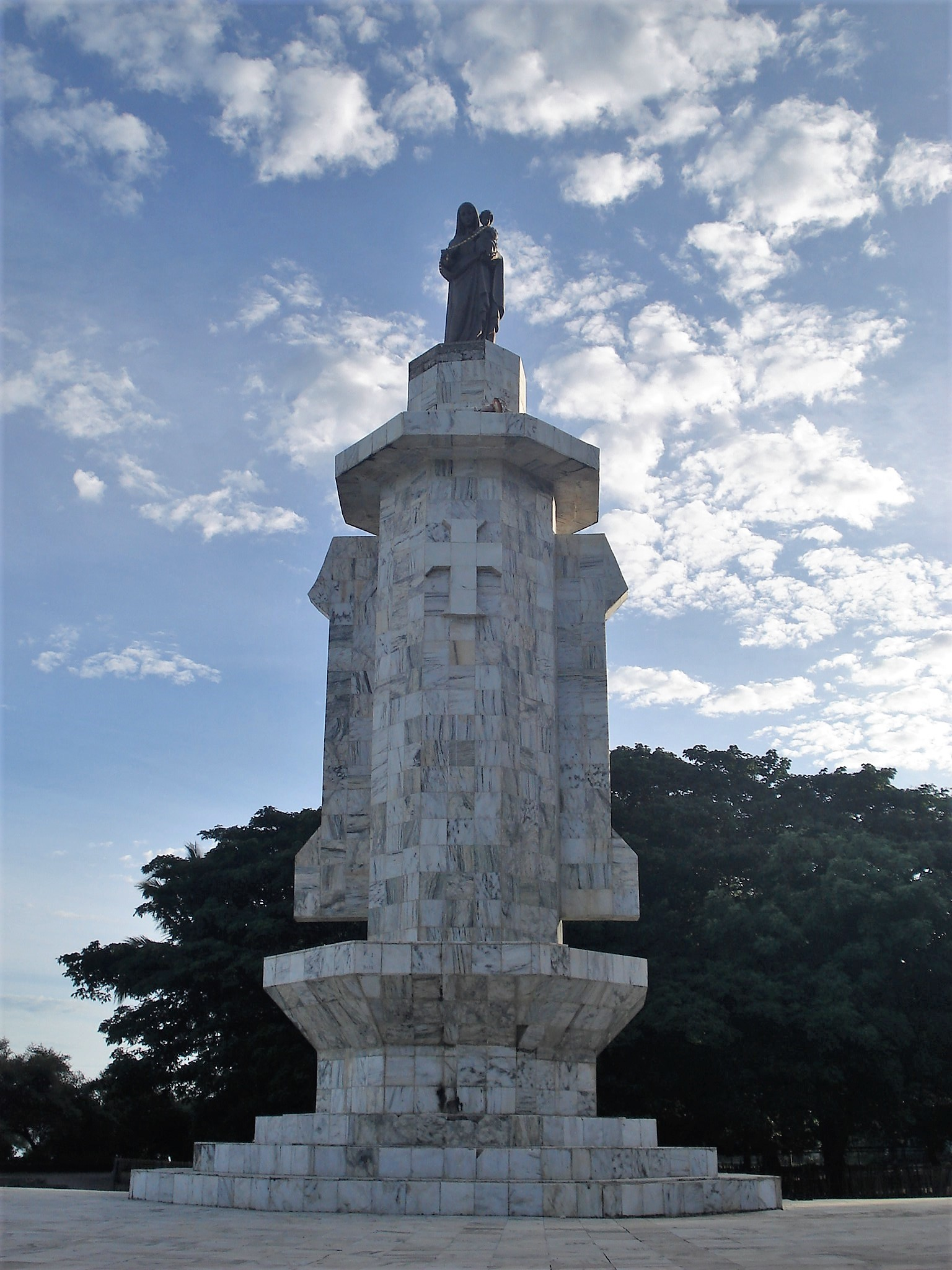
Marienstatue am Ufer von Pante Macassar

An der Küste bei Pante Macassar liegt Oesono, in dem das Reich von Oecussi seinen Sitz hatte. Das Reich wurde von Topasse regiert. Die Topasse waren Nachfahren von portugiesischen Soldaten, Seeleuten und Händlern, die Frauen von Solor heirateten. Sie bestimmten maßgeblich die Entwicklungen auf Timor im 17. und 18. Jahrhundert. 6 km westlich des heutigen Ortes Pante Macassar gründeten Dominikaner 1556 zur Sicherung des Sandelholzhandels den Ort Lifau. Von 1702 an war Lifau Verwaltungssitz von Portugiesisch-Timor, bis er 1769 nach Dili verlegt wurde.
Im Mai 1912 kam es während der großen Rebellion von Manufahi auch in Oecussi zum Aufstand gegen die Kolonialherren. Mit Unterstützung durch das Kanonenboot Pátria konnte der Aufstand niedergeschlagen werden.
In den Wirren der letzten Monate der portugiesischen Herrschaft über Osttimor besetzte Indonesien Oe-Cusse Ambeno bereits am 6. Juni 1975. Als schließlich die FRETILIN am 28. November 1975 Osttimor für unabhängig von Portugal erklärte, wurde am Tag darauf die indonesische Flagge in Pante Macassar gesetzt. Die Invasion in das restliche Osttimor begann am 7. Dezember 1975.
Während der indonesischen Operation Donner, die dem Unabhängigkeitsreferendum folgte, war Pante Macassar Angriffsziel pro-indonesischer Milizen, unterstützt vom indonesischen Militär. 65 Zivilisten, die Unterstützer der Unabhängigkeit waren, wurden gehängt, Pante Macassar bis auf zwei Kirchen niedergebrannt.

## Einrichtungen
In Pante Macassar und den angrenzenden Siedlungen befinden sich eine Filiale der Banco Nacional de Comércio de Timor-Leste (BNCTL), zwei Vorschulen, fünf Grundschulen, zwei Schulen zur Vorbereitung auf die Sekundärstufe, drei Sekundärschulen, ein Hafen, ein Hubschrauberlandeplatz, das Hospital Referál Oe-Cusse (HRO) und eine Polizeistation. Die alte, portugiesische Festung von Fatusuba thront oberhalb des Ortes. Sakrale Bauten sind das Dominikanerkonvent Nossa Senora do Rosario. die Pfarrkirche Igreja de Santo António aus dem Jahr 1965, die Kirche Nossa Senhora de Fátima, die Kirche Consagrada a Santo António, die Kapelle Sagrado Coração de Jesus Padimau, die Kapelle Santo António de Nispeno, der Kalvarienberg Paixão de Cristo und die Gruta St. Antonio.
Von dem Verwaltungsgebäude aus der portugiesischen Kolonialzeit (Kumando) blieben nach den Zerstörungen 1999 nur die Mauern und Außenfassade übrig. Es ist geplant, das Gebäude wieder zu errichten und hier die Touristen- und Kulturinformation unterzubringen. Die Fläche neben der Verwaltung bildet einen kleinen See mit umliegenden Sumpfgelände.

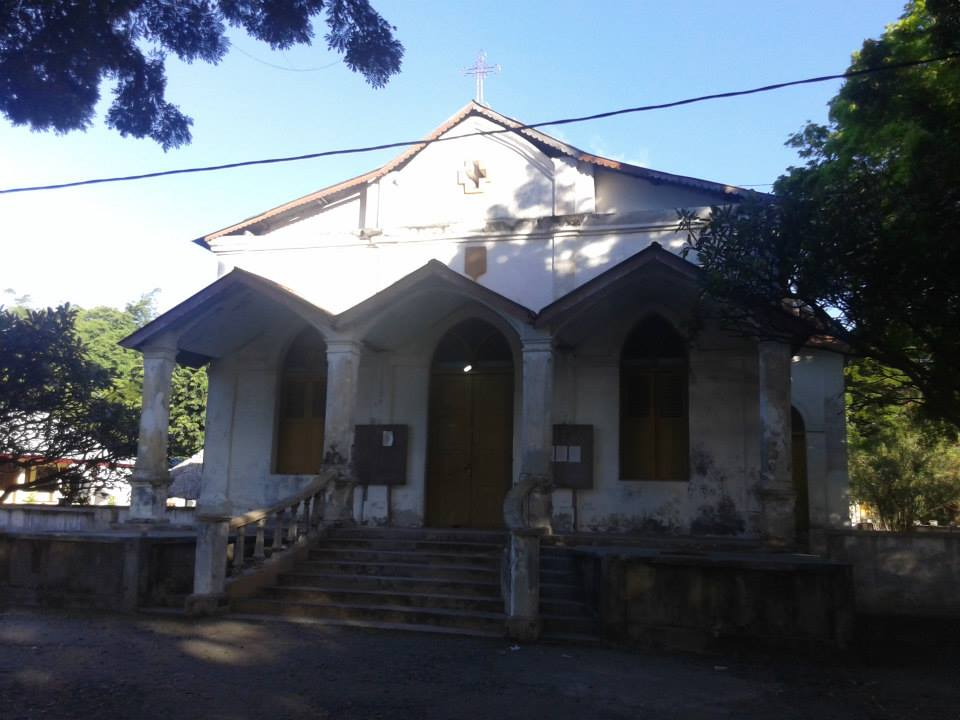
Igreja Consagrada a Santo António
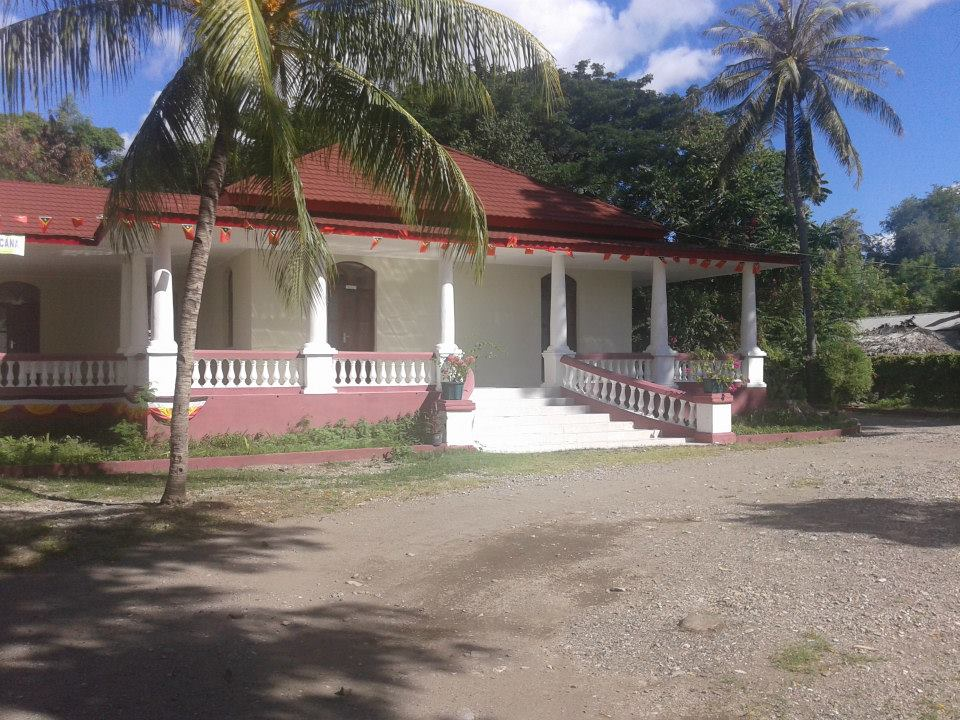
Convento das Missionarias Dominicanas da Nossa Senora do Rosario
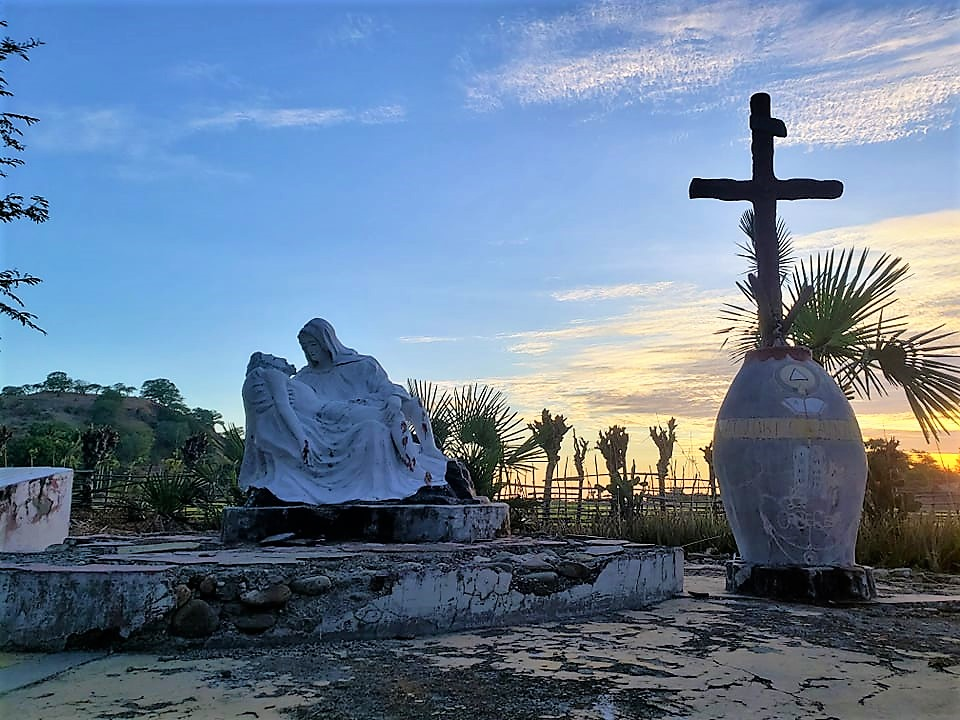
Calvário Paixão de Cristo
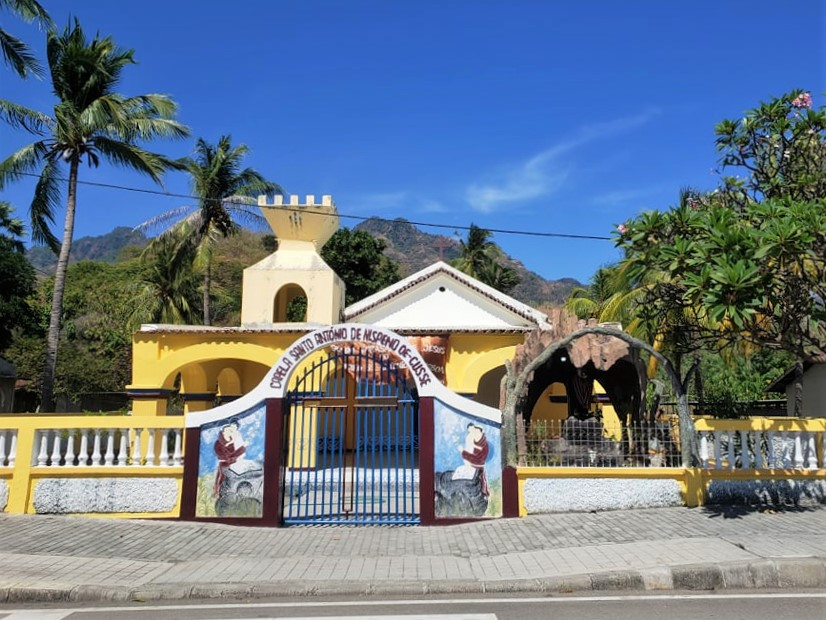
Capela Santo António de Nispeno Oe-Cusse
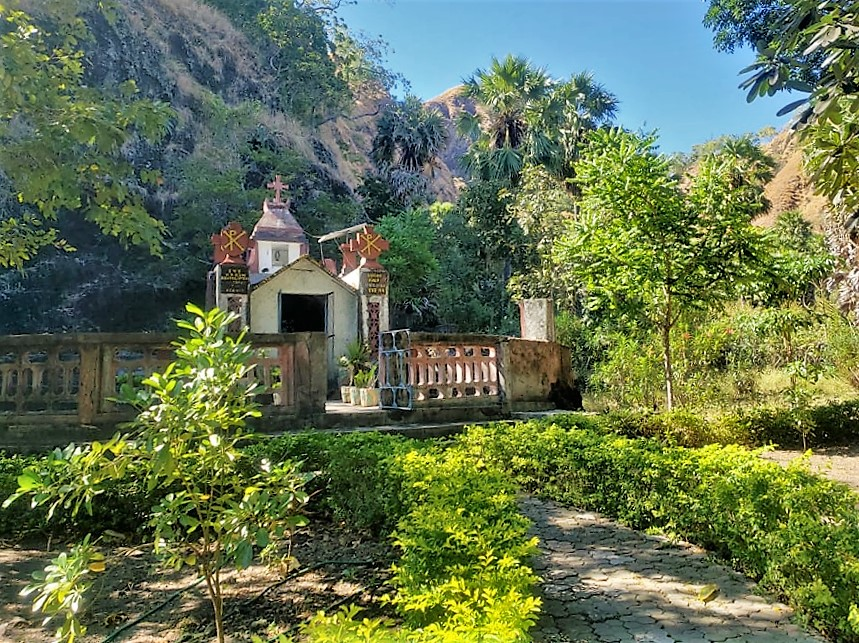
Gruta Santo António
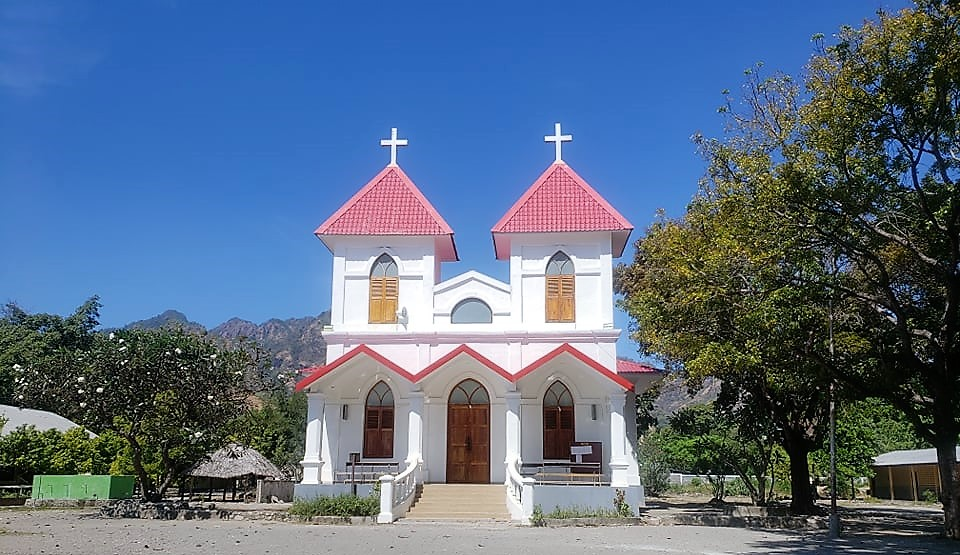
Pfarrkirche Igreja de Santo António
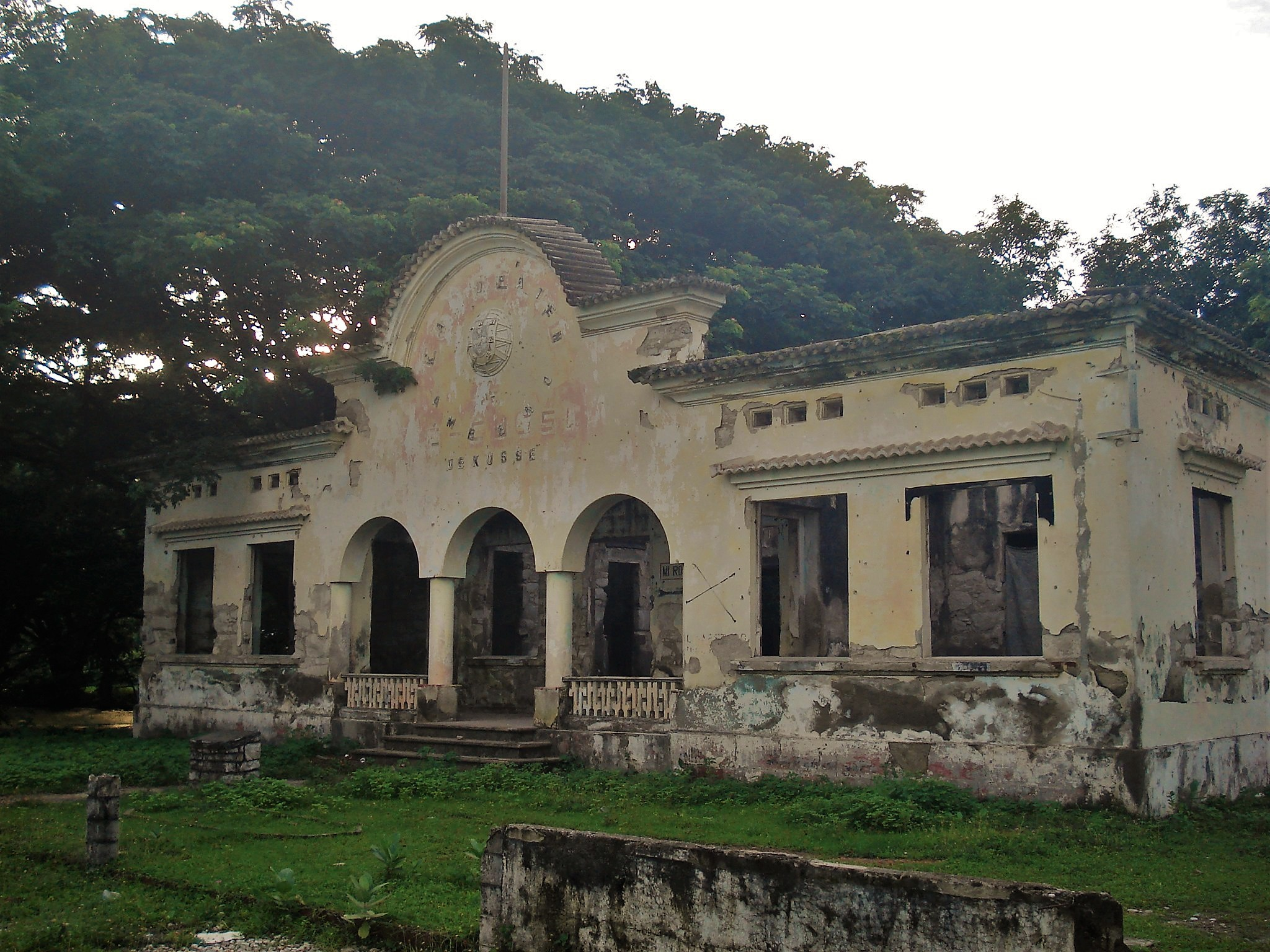
Ruine der Kolonialverwaltung
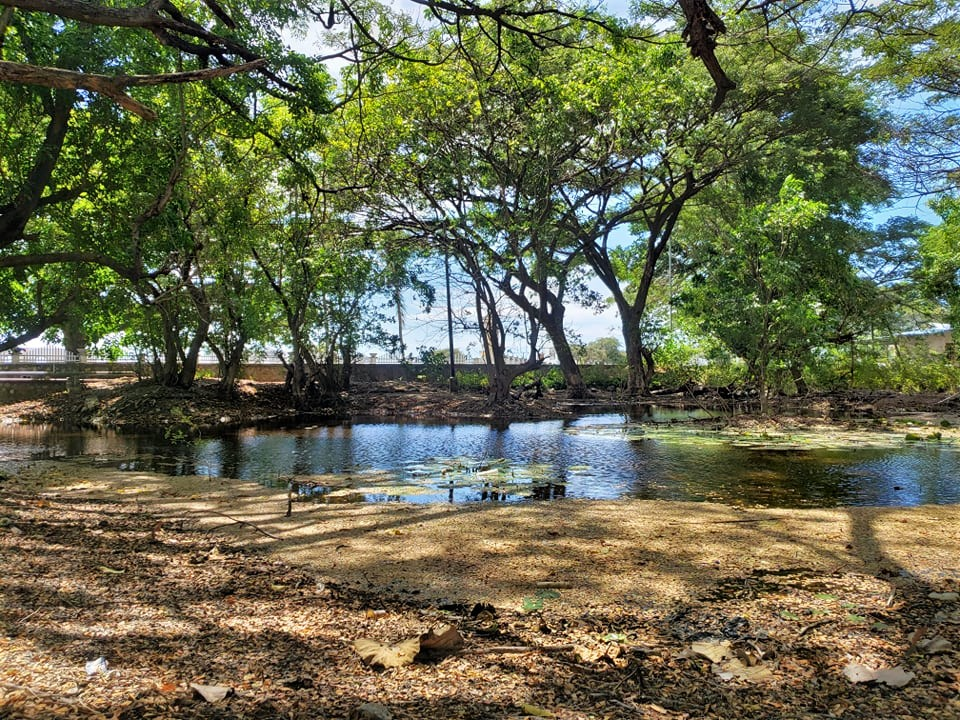
See und Sumpffläche in Pante Macassar

## Verkehr

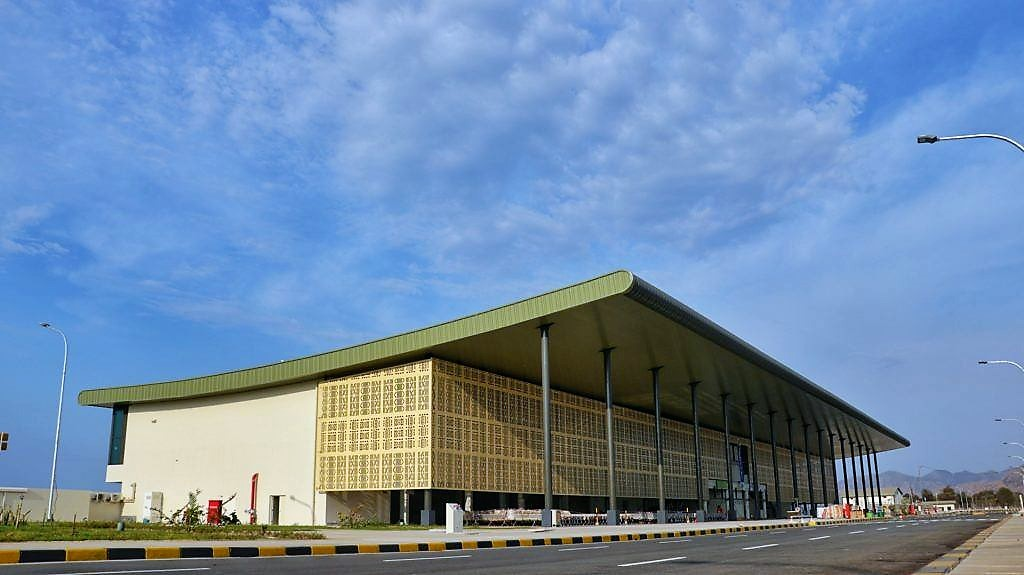
Der Flughafen Oecusse

Zweimal die Woche fährt eine Fähre von Dili in einer zwölfstündigen Fahrt nach Pante Macassar. Der Flughafen Oecusse liegt 4,5 km westlich des Stadtzentrums, von wo es eine Verbindung nach Dili gibt. Außerdem gibt es eine Busverbindung zur Hauptstadt.

## Persönlichkeiten
- Gerrit van Raalten (1797–1829),  niederländischer Präparator und Zeichner, vor Pante Macassar auf See verstorben und hier beerdigt.